# Buenos Aires Provincia/Saison 2015
Dieser Artikel listet Erfolge und Fahrer des Radsportteams Buenos Aires Provincia in der Saison 2015 auf.

## Abgänge – Zugänge
| Zugänge             | Team 2014              | Abgänge          | Team 2015                 |
| ------------------- | ---------------------- | ---------------- | ------------------------- |
| Juan Martín Ferrari | Buenos Aires Provincia | Lucas Gaday      | Unieuro-Wilier-Trevigiani |
| Guido Palma         | Jamis-Hagens Berman    | Mauro Agostini   | Unbekannt                 |
| Alan Sívori         | Neoprofi               | Julián Beccaglia | Unbekannt                 |
|                     |                        | Marcos Crespo    | Unbekannt                 |

## Mannschaft
| Name                  | Geburtstag        | Nationalität |
| --------------------- | ----------------- | ------------ |
| Claudio Arone         | 29. Juni 1980     | Argentinien  |
| Santiago Espíndola    | 5. Mai 1994       | Argentinien  |
| Juan Martín Ferrari 1 | 28. Dezember 1973 | Argentinien  |
| Julián Gaday          | 21. Juni 1990     | Argentinien  |
| Federico Pagani       | 19. April 1985    | Argentinien  |
| Guido Palma           | 9. Januar 1987    | Argentinien  |
| Walter Pérez          | 31. Januar 1975   | Argentinien  |
| Alan Sívori           | 11. April 1994    | Argentinien  |
| Ariel Sívori          | 25. Januar 1991   | Argentinien  |
| Sebastián Tolosa      | 16. November 1988 | Argentinien  |

Der Fahrer Juan Martín Ferrari wurde bei der UCI nicht als Fahrer des Teams registriert.